# Dissonema saphenella
Dissonema saphenella är en nässeldjursart som beskrevs av Ernst Haeckel 1879. Dissonema saphenella ingår i släktet Dissonema och familjen Pandeidae. Inga underarter finns listade i Catalogue of Life.